# Astronomical Society of the Pacific Leaflets
Les Astronomical Society of the Pacific Leaflets (parfois abréviés ASPL) sont des revues de vulgarisation édités par l'Astronomical Society of the Pacific entre 1925 et 1971. Ils sont publiés par l'University of Chicago Press.

## Type de publication
Il s'agit de revues de type vulgarisation, dont les articles sont écrits par des astronomes et astrophysiciens professionnels, mais sous un angle non technique afin d'être accessibles à un public non spécialisé. Certains articles demeurent cependant des articles de recherche, bien que présentés de cette façon là. Par certains côté, les ASPL préfigurèrent les publications grand public spécialisées en astronomie telles Sky & Telescope dans le monde anglophone.

## Périodicité
D'une périodicité variable, ils parurent rapidement presque tous les mois et de façon mensuelle en 1933. D'une longueur initiale de quatre pages, ils passèrent à huit en 1937. Le dernier numéro des ASPL est paru en 1971. Il fut alors remplacé par le magazine Mercury, toujours en production en 2009.

## Quelques articles notables
Parmi les articles notables parus dans les ASPL, se trouvent des papiers d'Edwin Hubble et Milton Humason résumant ses travaux sur le décalage vers le rouge des galaxies,, ainsi que d'autres de Robert Trumpler relatifs à l'extinction interstellaire,. C'est aussi dans les ASPL que Edwin Hubble identifie l'« étoile invitée » observée par les astronomes chinois en 1054 à la Nébuleuse du Crabe.

## Référence
- (en) Katherine Bracher, Centennial History of the Astronomical Society of the Pacific, sur le site de l'Astronomical Society of the Pacific, chapitre 10, The Leaflets and the Library Voir en ligne.